# Alexander Sharapov
Alexander Sharapov (en russe : Александр Шарапов), né le 6 mars 1994 à Moscou, est un coureur cycliste russe. Spécialisé dans les disciplines de sprint sur piste, il est notamment champion d'Europe de vitesse par équipes en 2020.

## Palmarès

### Championnats du monde
- Moscou 2011
  -  Médaillé de bronze de la vitesse par équipes juniors
- Invercargill 2012
  -  Champion du monde de vitesse par équipes juniors (avec Vladislav Fedin et Aleksandr Dubchenko)
- Apeldoorn 2018
  - 4e de la vitesse par équipes
- Pruszków 2019
  -  Médaillé de bronze de la vitesse par équipes
  - 18e du kilomètre

### Coupe des nations
- 2021
  - 2e de la vitesse par équipes à Saint-Pétersbourg
  - 3e du kilomètre à Saint-Pétersbourg

### Championnats d'Europe
- Anadia 2011
  -  Médaillé de bronze de la vitesse par équipes juniors
- Anadia 2012
  -  Médaillé d'argent de la vitesse par équipes juniors
- Athènes 2015
  -  Médaillé de bronze de la vitesse par équipes espoirs
- Plovdiv 2020
  -  Champion d'Europe de vitesse par équipes (avec Dmitriev, Yakushevskiy et Gladyshev)

### Championnats nationaux
- Champion de Russie de vitesse par équipes en 2017, 2018 et 2021
- Champion de Russie du keirin en 2020 et 2021